# 292
292（二百九十二、にひゃくきゅうじゅうに）は自然数、また整数において、291の次で293の前の数である。

## 性質
- 292 は合成数であり、約数は1, 2, 4, 73, 146, 292 である。
  - 約数の和は518。
- 39番目の回文数である。1つ前は282、次は303。
- 各位の和が13になる21番目の数である。1つ前は283、次は319。
- 292 = 62 + 162
  - 異なる2つの平方数の和で表せる88番目の数である。1つ前は290、次は293。(オンライン整数列大辞典の数列 A004431)
- 292 = 22 + 122 + 122
  - 3つの平方数の和1通りで表せる84番目の数である。1つ前は288、次は298。(オンライン整数列大辞典の数列 A025321)
- 292 = 22 × 73
  - 2つの異なる素因数の積で p2 × q の形で表せる38番目の数である。1つ前は284、次は316。(オンライン整数列大辞典の数列 A054753)
- 292 = 4 × (82 + 8 + 1) = 4 × (92 − 9 + 1)
  - n = 8 のときの 4(n2 + n + 1) の値とみたとき1つ前は228、次は364。(オンライン整数列大辞典の数列 A112087)

## その他 292 に関連すること
- グレゴリオ暦による年始から292日目は10月19日。
- ISO 3166-1（JIS X 0304 国名コード）の292は、ジブラルタル。
- LHS 292は、ろくぶんぎ座の方角にある赤色矮星。
- ジェットブルー航空292便緊急着陸事故は、2005年におきた航空事故。
- リード(USS Reid, DD-292)は、アメリカ海軍の駆逐艦。
- デビルフィッシュ(USS Devilfish, SS/AGSS-292)は、アメリカ海軍の潜水艦。